# Elric
Elric de Melniboné é um personagem protagonista de uma série de literatura de fantasia criada pelo escritor britânico Michael Moorcock.
Elric é um albino de saúde débil, introspectivo e atormentado, mas mesmo assim o imperador do reino ancestral de Melniboné, uma superpotência em declínio, e servo dos Senhores do Caos, à semelhança dos seus antepassados. O povo de Melniboné é elegante, porém cruel, na maior parte desprovido de sentimentos: de entre todos, apenas Elric é dado a sensibilidades modernas. Fisicamente falando, os melniboneses são como elfos — embora mais semelhantes aos amorais ska da série Lyonesse de Jack Vance do que aos povos majestosos de J. R. R. Tolkien — e "Elric" é uma forma do nórdico Ælfric, que significa senhor dos elfos.
Como personagem, Elric subverte figuras como a de Conan, o Bárbaro de Robert E. Howard ao mesmo tempo que é influenciado pelo simbolismo trágico de obras como o épico finlandês Kalevala e pela ficção pulp da primeira metade do século XX, combinando assim referências eruditas com uma veia popular, à semelhança de grande parte da restante obra de Michael Moorcock.

## Descrição
Elric é descrito por seu criador, no primeiro livro, Elric of Melniboné, como:

It is the colour of a bleached skull, his flesh; and the long hair which flows below his shoulders is milk-white. From the tapering, beautiful head stare two slanting eyes, crimson and moody, and from the loose sleeves of his yellow gown emerge two slender hands, also the colour of bone.

## Influências
Moorcock reconhece o trabalho de Bertolt Brecht, em particular Threepenny Novel e The Threepenny Opera, como "uma das principais influências" sobre a seqüência Elric inicial; ele dedicou a 1972 Elric de Melnibone para Brecht.
Na mesma dedicatória, ele cita as obras de Poul Anderson, Three Hearts and Three Lions e de Fletcher Pratt, The Well of the Unicorn como textos de influência similtar. Moorcock referiu-se a Elric como um tipo de "herói domado", um dos mais antigos tipos de personagens da Literatura, semelhante aos heróis-vilões como Steerpike na trilogia Titus Groan, Scafloc em The Broken Sword, Lancelot em The Once and Future King, e  Zerd em The Serpent.
A história de Kullervo tem origem na Mitologia Finlandesa que contem elementos semelhantes à história de Elric, como uma espada mágica que fala e a alienação entre o herói e sua família.
O albinismo de Elric aparentemente foi influenciado por Monsieur Zenith, um vilão albino que usava uma bengala como espada, que Moorcock apreciava o suficiente para utilizar em histórias do tipo multiverso mais tarde.

## Enredo
Ao invés de um guerreiro bárbaro musculado que sobe ao poder através da violência, Elric é um imperador culto mas doente que abandona o seu trono.  Onde um herói da fantasia convencional salvaria princesas de vilões maléficos, ou o reino de hordas de inimigos, Elric mata o seu verdadeiro amor, é ele próprio um feiticeiro poderoso, escravo do demónio Arioch, e convida exércitos invasores a destruir Melniboné.  Elric é um intelectual, dado a crises de depressão, e muitas vezes levado a acções catastróficas numa tentativa de resistir ao seu destino tenebroso.
Elric é ainda manipulado pela sua espada inteligente Tormentífera (Stormbringer, no original em Inglês, e Tempestade, quando da publicaçao do encontro entre Elric e Conan no Brasil, pela Editora Abril Cultural), já de si uma perversão das armas mágicas tradicionalmente encontradas na fantasia épica e uma referência à espada de Kullervo no Kalevala.  A Tormentífera dá a Elric as forças de que ele necessita para sobreviver, mas a um preço terrível --- a espada suga as almas de todos os que mata, muitas vezes recusando-se a obedecer aos comandos de Elric, de modo a obter o que pretende:
This sword here at my side…
Keeps calling me its master, but I feel like its slave
(Esta espada aqui a meu lado...
Não pára de me chamar mestre, porém sinto-me seu escravo)
―"Black Blade" dos Blue Öyster Cult
Como uma das múltiplas encarnações do Campeão Eterno, quase sempre um defensor da Lei, Elric de Melniboné está dividido entre a sua ascendência e o seu destino. Em resultado disso, Elric vira as costas ao Caos para se aliar à Lei, tornando-se eventualmente numa força de equilíbrio entre as duas facções. Ao longo da saga, Elric desenvolve um profundo ódio por todos os deuses, quer da Lei, quer do Caos, e pela sua constante interferência na vida dos mortais.  No final, Elric anseia por um mundo onde os deuses não explorem a miséria humana, acabando por morrer em nome dos seus ideais.

## Adaptações
Elric e a Tormentífera foram adaptados num RPG publicado pela Chaosium.  Hawkmoon e Corum receberam idêntico tratamento.
A banda de rock britânica Hawkwind descreve a saga de Elric no seu álbum Chronicle of the Black Sword.
Nos quadrinhos, o primeiro encontro de Elric com Conan foi na “Conan the Barbarian #14” de março de 1972 pela editora Marvel, com o título “The Coming of Elric or A Sword Called...Stormbringer!”, saindo no Brasil pela Editora Abril na Revista Heróis da Tv n. 39 de setembro de 1982, página 61 à 81. A história continua na edição “Conan the Barbarian #15, The Green Empress of Melnibone” pela editor Marvel em Maio de 1972, publicada no Brasil pela Editora Abril na Revista Superaventuras Marvel n. 3 de setembro de 1982, página 60 à 81.